# William Greene (Politiker, 1695)

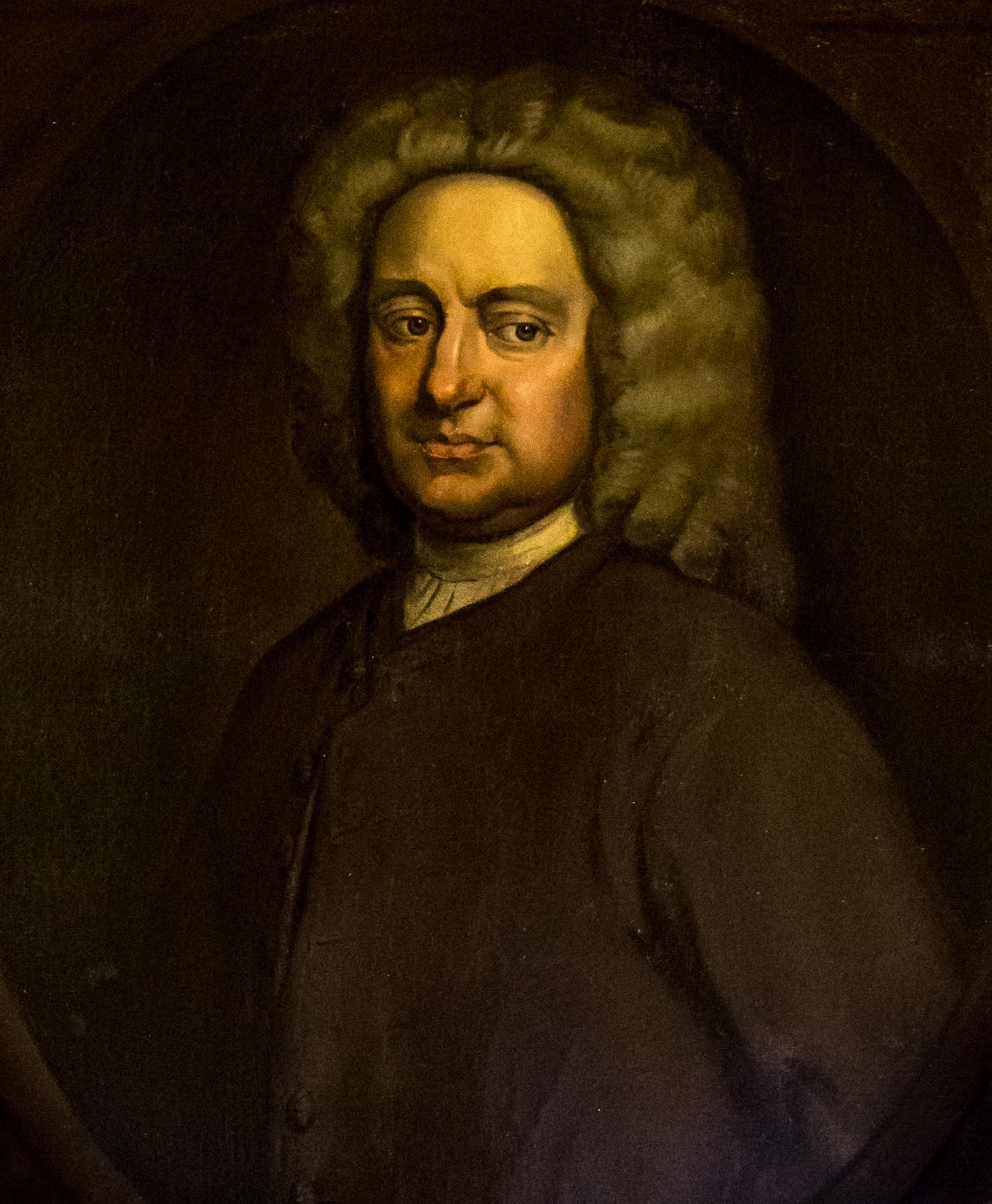
William Greene

William Greene (* 16. März 1695 in Warwick, Colony of Rhode Island and Providence Plantations; † 22. Februar 1758 in Providence, Colony of Rhode Island and Providence Plantations) war ein britischer Politiker. Er fungierte drei Jahre lang als Vizegouverneur und elf Jahre lang als Gouverneur der Colony of Rhode Island and Providence Plantations.

## Leben
William Greene, Sohn von Mary Gorton (1673–1732) und Samuel Greene (1671–1720), wurde während der Regierungszeit von Wilhelm III. im Kent County geboren, welches damals noch Teil von Providence County war. Sein Großvater war der Vizegouverneur John Greene junior. Dessen Vater, John Greene senior, stammte aus Salisbury in der Grafschaft Wiltshire in England. Er war Chirurg (Surgeon) und ein früher Siedler in Warwick in Neuengland. Samuel Gorton, der Urgroßvater mütterlicherseits von William Greene, war der Gründer von Warwick und für eine kurze Zeit lang der Kolonialgouverneur der zwei Towns Providence und Warwick.
Über die Jugendjahre von William Greene ist nichts bekannt. Greene wurde 1718 ein Freeman. Im Alter von 32 Jahren, 1727, wurde er zum Abgeordneten von Warwick gewählt – ein Posten, welchen er fünf Jahre lang bekleidete. Greene war auch als Clerk am Bezirksgericht in Providence tätig. Er war 1734 und 1739 Speaker in der General Assembly. 1728 wurde er und John Mumford aus Newport dazu berufen den Grenzverlauf zwischen den Kolonien Rhode Island und Connecticut zu vermessen. Als der Kolonialgouverneur John Wanton 1740 verstarb, wurde Richard Ward sein Nachfolger und Greene dessen neuer Vizegouverneur. Greene hielt dieses Amt bis zu seiner eigenen Wahl zum Kolonialgouverneur im Mai 1743. Dies war einer der seltenen Fälle, dass der Gouverneur von Rhode Island nicht von Aquidneck Island stammte, wo die Towns Newport und Portsmouth lagen.
Eines der wichtigsten Belange während seiner ersten Amtszeit als Kolonialgouverneur betraf den Grenzverlauf der Kolonie. Mehrere geografische Grenzen wurden angepasst. Die Towns Barrington, Warren und Bristol wurden dem Bristol County hinzugefügt und die Towns Tiverton und Little Compton zu den Towns auf Aquidneck Island im Newport County. Ein anderer wichtiger Punkt betraf den Krieg gegen Frankreich und Spanien. Es wurde erwartet, dass die Kolonie sich an der Verteidigung der Krone beteiligte. Als England am 31. März 1744 Frankreich den Krieg erklärte, bemannte die Kolonie Forts und verstärkte sie mit Kanonen und Munition. Commodore Warren belagerte mit der Unterstützung von Rhode Island Truppen Louisbourg in Nova Scotia, welches im Juni übergeben wurde. Die Europäer waren davon überrascht:

„[the] strongest fortress of North America had capitulated to American farmers, machanics [sic], and fishermen.“

Die Kolonie besaß auch einige Kriegsslups neben 15 Freibeutern. Es gelang ihnen während des Krieges 20 Schiffe erfolgreich zu kapern und sie nach Newport zu bringen.
Während seiner dritten Amtszeit war die Kolonie in zwei verfeindete Lager gespalten. Die Anführer dieser waren beide zukünftige Kolonialgouverneure, Samuel Ward und Stephen Hopkins. Greene stand auf der Seite von Ward. Einige der strittigen Punkte waren Krieg versus Frieden, Papiergeld versus Hartwährung und Interessen von Providence versus Interessen von Newport. Die Lager wurden im Wechsel gewählt. Inmitten der Auseinandersetzung stand Greene, welcher während seiner vierten Amtszeit im Februar 1758 verstarb.

## Familie
Greene heiratete 1743 seine Cousine zweiten Grades, Catharine Greene, Tochter von Susanna Holden und Benjamin Greene. Sie war die Enkelin von Randall Holden und Urenkelin von John Greene senior. Das Paar bekam sechs Kinder, fünf von ihnen erreichten das Erwachsenenalter. Ihr Sohn William Greene junior war der zweite Gouverneur von Rhode Island, nach dem es ein Staat wurde.